# Kazimierz Jarecki

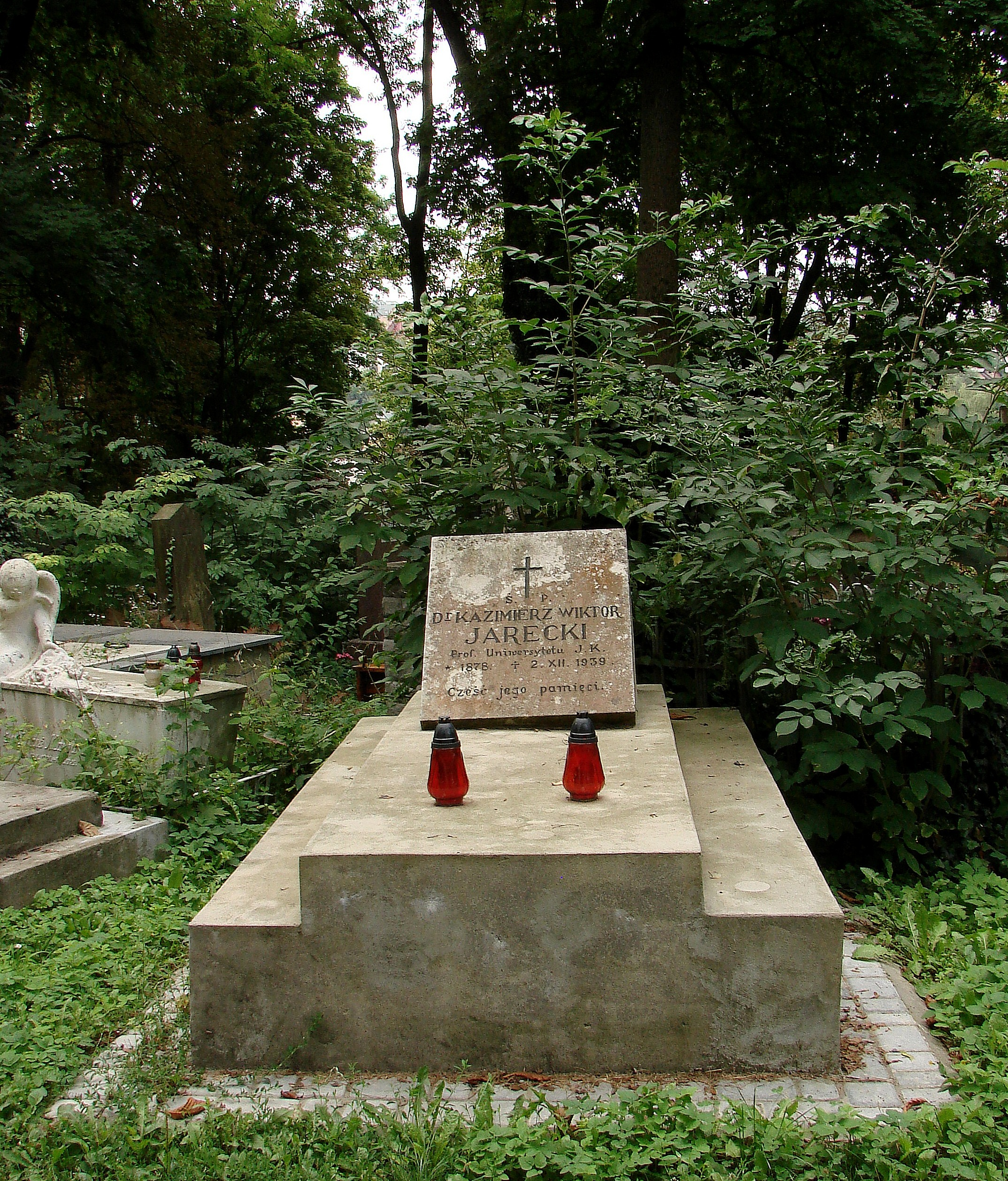
Nagrobek Kazimierza Jareckiego

Kazimierz Wiktor Jarecki (ur. w 1878, zm. 17 lub 18 grudnia 1939 we Lwowie) – polski romanista i publicysta
Studiował na Uniwersytecie Lwowskim, następnie na paryskiej Sorbonie, uzyskując tam tytuł doktora. Był członkiem Ligi Narodowej od 1905 roku. W 1930 habilitował się na Uniwersytecie Jana Kazimierza we Lwowie. Uczył w lwowskich gimnazjach (1902–1935). Był też wykładowcą filologii starofrancuskiej na UJK. W październiku 1936 otrzymał tytuł profesora tytularnego filologii starofrancuskiej Uniwersytetu Jana Kazimierza we Lwowie.
Został pochowany na Cmentarzu Łyczakowskim we Lwowie.